# Rhinogobio hunanensis
Rhinogobio hunanensis är en fiskart som beskrevs av Tang, 1980. Rhinogobio hunanensis ingår i släktet Rhinogobio och familjen karpfiskar. Inga underarter finns listade i Catalogue of Life.